# Slovník rýmů
Slovník rýmů je specializovaný slovník určený k usnadnění tvorbě poezie. Slova v nich jsou uspořádána do seznamů slov která se mezi sebou rýmují.

## Slovníky rýmů v češtině
Rýmovník, aneb, rýmovní slovník (Puchmagerůw Rýmownjk, aneb, Rýmownj slownjk), sestavil Antonín Jaroslav Puchmajer a byl publikován po jeho smrti v Plzni roku 1824. Má 214 stran a obsahuje zhruba 13 500 slov. Slovník nemíří na úplnost ale snaží se slova vybírat podle vhodnosti (např. je jen část slov končících na -ost).. V slovníku jsou jen dvouslabičné rýmy. Je dostupný online v systému Kramerius.
Velký slovník rýmů, sestavili Václav Čvrček a Ludmila Cvrčková, vydalo nakladatelství Lidové noviny roku 2011. Obsahuje 220 000 slovních tvarů, roztříděných podle 10 000 zakončení. Byl vytvořen pomocí korpusu SyN2005.

#### Retrográdní slovníky
Jako rýmový slovník se dá použít i retrográdní slovník, případně hledat přímo v korpusu. V češtině vyšly:
- Retrográdní slovník současné češtiny, Marie Těšitelová, Jan Petr, Jan Králík, 1986, Academia, 536 stran
  - obsahuje i frekvence jednotlivých slov[2]
- Retrográdní morfematický slovník češtiny, Eleonora Slavíčková, 1975, Academia, 648 stran.
  - slova jsou rozdělena podle morfémů.
  - obsahuje 64 000 slov[3]

#### Slovníky rýmů na webu:
- https://rymovac.cz/
- http://www.rymy.cz/
- https://www.rymuj.cz

## Slovníky rýmů v dalších jazycích

### Angličtina
- FERGUSSON, Rosalind. The Penguin rhyming dictionary. [s.l.]: [s.n.], 1985. Dostupné online.

### Němčina
- HEMPEL, Friedrich Ferdinand. Allgemeines Deutsches Reimlexikon. [s.l.]: [s.n.], 1826. Dostupné online. Online: online sv. 1, sv. 2.
- STEPUTAT, Willy; FABIG, Angelika. Reimlexikon. [s.l.]: [s.n.], 1997. Dostupné online.

### Ruské:
- ФОК, П. М. Практический словарь рифм. [s.l.]: [s.n.], 1993.
- ЛЕБЕДЕВ, П.; КОРОВКИНА, E.; СТУДЕНИКИНА, Л. Словарь рифм. [s.l.]: [s.n.], 2004.